# Hou ! La menteuse
Pour la chanson, voir Hou ! La menteuse (chanson).
Albums de Dorothée
Dorothée au pays des chansons
(1980) Pour faire une chanson
(1983)
Hou ! La menteuse est le deuxième album studio de Dorothée, sorti en avril 1982. Il s'est vendu à plus de 176 000 exemplaires selon infodisc. 
L'album est d'abord sorti sans titre, avec seulement la mention Dorothée chante sur les deux côtés du rond de vinyle. Il a été renommé Hou ! La menteuse en raison de la présence de cette chanson (dont la pochette du 45 tours reprend la même photo que la pochette de l'album), énorme tube de l'année 1982.

## Caractéristiques
La chanson Hou la menteuse ! se classe no 1 des meilleures ventes de singles IFOP pendant 9 semaines, s'écoulant à 1 300 000 exemplaires.
Cet opus contient quelques particularités qui deviendront récurrentes sur tous les albums de la chanteuse : la présence du parolier Michel Jourdan, le nombre moyen de chansons (14 titres) et la présence de La valise. Cette chanson devait à l'origine être éditée en single mais ne figurera finalement qu'en face B du 45 tours de Hou ! La menteuse. Elle deviendra toutefois un incontournable de son répertoire : 16 chansons dérivées de La valise seront enregistrées.
La pochette de l'album est illustrée par des dessins de Cabu, qui participe à cette époque à l'émission Récré A2.
En 1981, la chanteuse interprète une chanson promotionnelle pour le dernier film des productions Walt Disney, Rox et Rouky (1 100 000 exemplaires vendus). On retrouve en face B de ce 45 tours le générique de l'émission Disney Dimanche, que Dorothée présente sur Antenne 2 de 1979 à 1987. À cette époque, elle enregistre quelques autres titres en vue d'un album entier de chansons pour Disney qui ne verra finalement pas le jour.
Trois 45 tours seront extraits : Tchou tchou le petit train et Rox et Rouky, qui étaient d'abord sortis en 1981 avant d'être ajoutés à cet album l'année suivante, et Hou ! La menteuse (avec en face B La Valise) qui sort pour le promouvoir et obtient un énorme succès, la plus forte vente de disques de toute la carrière de Dorothée.

## Titres
| No  | Titre                       | Durée |
| --- | --------------------------- | ----- |
| 1.  | Bonjour, bonjour            | 2:46  |
| 2.  | Appuie sur ton piano        | 3:54  |
| 3.  | Ma p'tite chanson           | 2:56  |
| 4.  | Mam'selle                   | 3:36  |
| 5.  | Clic, clac, cloc            | 3:03  |
| 6.  | Avec ses amis               | 2:27  |
| 7.  | Hou ! La menteuse           | 2:35  |
| 8.  | La valise                   | 2:55  |
| 9.  | Monsieur de la Fontaine     | 3:04  |
| 10. | Tchou, tchou le petit train | 2:47  |
| 11. | Le sifflet                  | 2:47  |
| 12. | Petit robot                 | 2:51  |
| 13. | Dors mon petit ange         | 3:51  |
| 14. | Rox et Rouky                | 3:01  |

## Singles
- Juin 1981 : Tchou, tchou le petit train
- Décembre 1981 : Rox et Rouky
- Avril 1982 : Hou ! La menteuse

## Crédits
Paroles :  Jean-François Porry.
Musiques : Jean-François Porry / Gérard Salesses.
Sauf Dors mon petit ange  et Tchou, tchou le petit train  : Paroles et musique de Michel Jourdan.

## Supports
| Année | Format       | Label         | Catalogue            |
| ----- | ------------ | ------------- | -------------------- |
| 1982  | 33 Tours     | AB / Polydor  | PM 2103 / POL 375    |
| 1982  | Musicassette | AB / Adès     | Adès 575             |
| 1982  | Musicassette | AB / Polygram | AB 3222 952 / PY 578 |
| 1982  | Musicassette | AB / Polygram | AB 3222 952 / PY 560 |
| 1989  | 33 Tours     | AB / Polygram | AB 8379451 / PY 263  |
| 1989  | Musicassette | AB / Polygram | AB 8379454 / PY 563  |
| 1989  | CD           | AB / Polygram | AB 8379452 / PY 899  |